# PDS 70 c
PDS 70 c — экзопланета, вращающаяся вокруг звезды PDS 70 в созвездии Центавра. Расположена на расстоянии около 400 световых лет от Солнечной системы. Была открыта в 2019 году.

## Описание

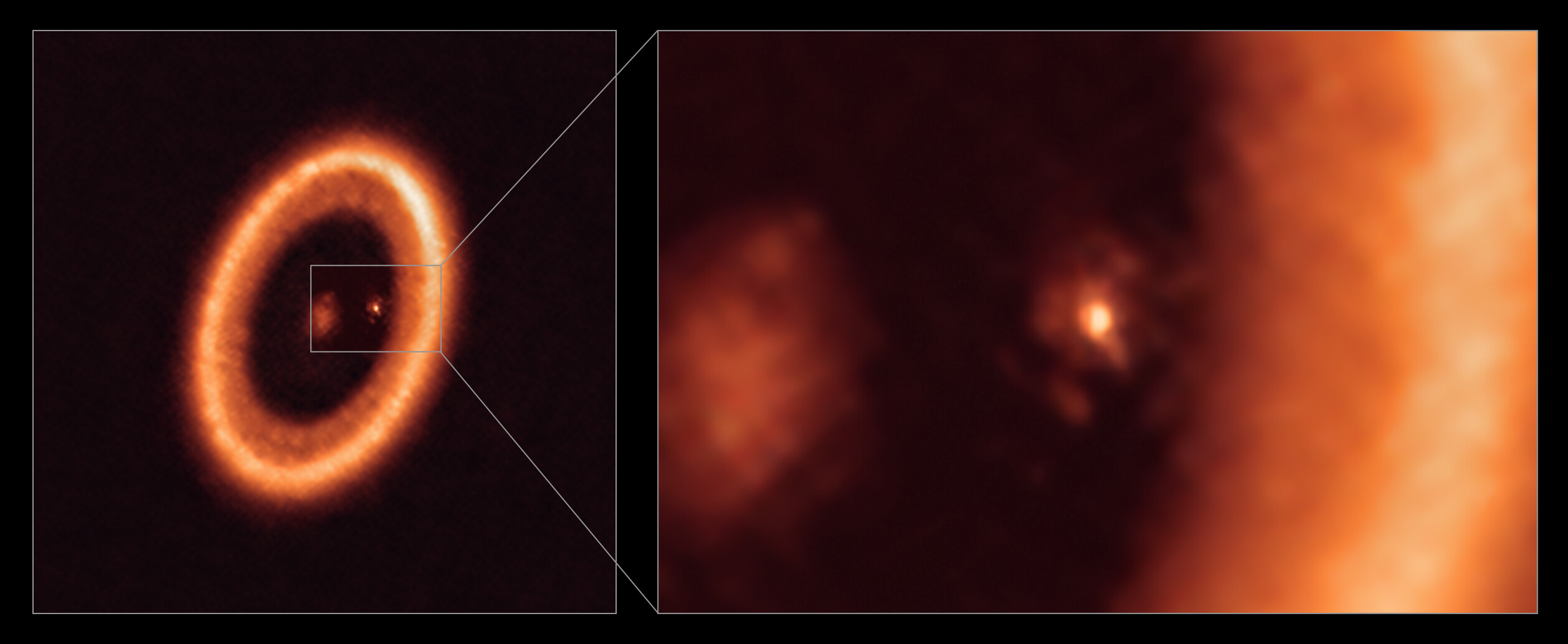
Снимок протопланетного диска звезды PDS 70 и формирующейся экзопланеты PDS 70 c, полученный радиотелескопом ALMA

Планета вращается вокруг своей материнской звезды на расстоянии 5,31 млрд км (35,5 а. е.). Относится к классу газовый гигант. Её масса оценивается в 2 MJ. Экзопланета PDS 70 c примечательна тем, что это первая обнаруженная экзопланета с околопланетным диском, который достоверно подтвердили. По размерам этот диск примерно в 500 раз больше, чем кольца Сатурна. По диаметру он равен расстоянию от Земли до Солнца, а масса как три спутника размером с Луну. C помощью микроволнового радиотелескопа ALMA в околопланетном кольце из пыли и газа удалось обнаружить несколько сгустков материи, которые, возможно, являются формирующимися экзолунами.